# Schloss Aham

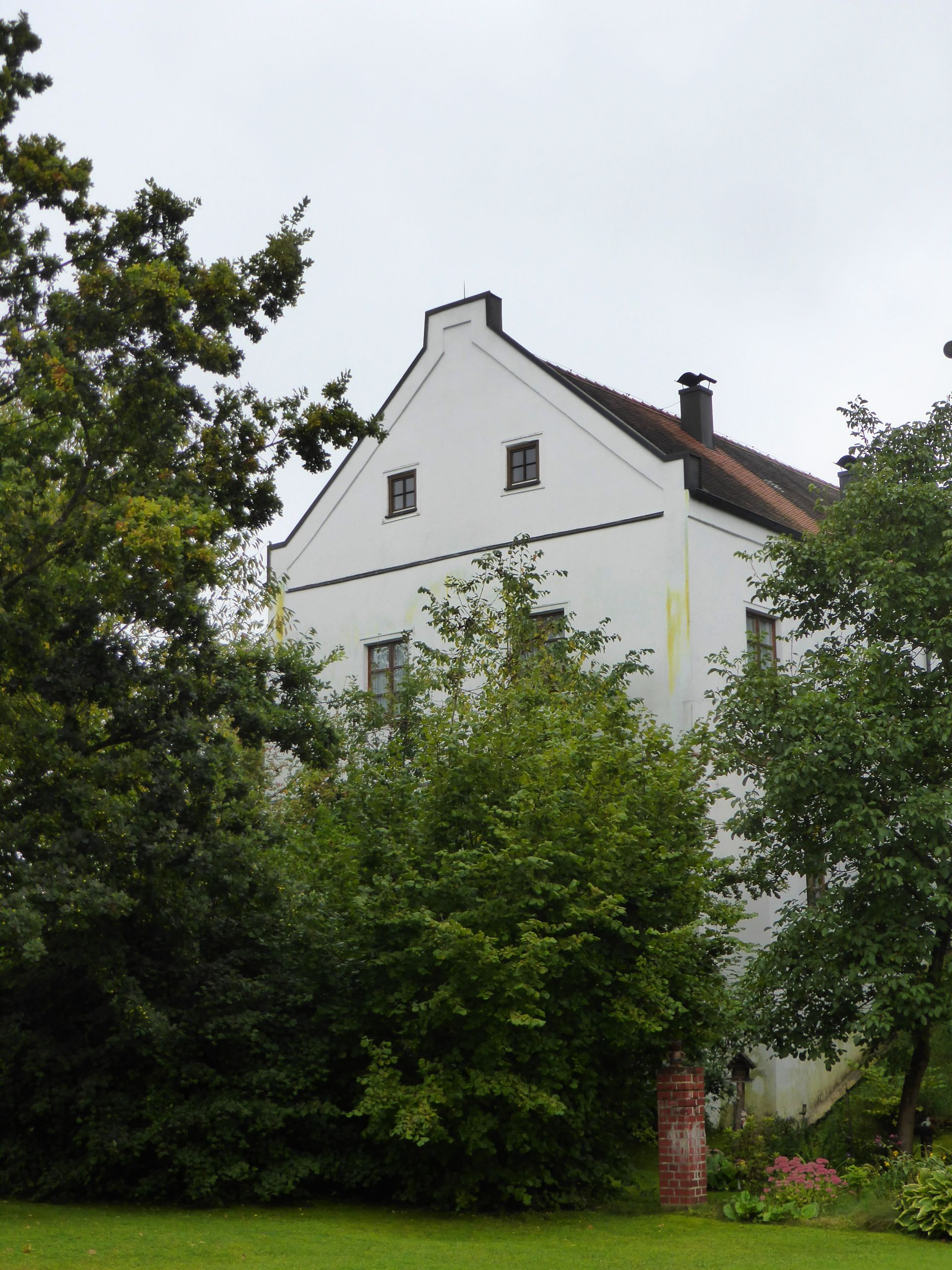
Schloss Aham heute

Das Schloss Aham befindet sich in der Gemeinde Aham im Landkreis Landshut in Bayern (Schlossstraße 20). Die Anlage wird als Baudenkmal unter der Aktennummer D-2-74-112-6 geführt. „Untertägige mittelalterliche und frühneuzeitliche Befunde im Bereich des ehemaligen Hofmarkschlosses in Aham, darunter die Spuren von Vorgängerbauten bzw. älterer Bauphasen“ werden zudem als Bodendenkmal unter der Aktennummer D-2-7440-0215 genannt.

## Geschichte
In Aham wurde zum Schutz gegen die Ungarneinfälle um 900 eine Wasserburg an der Vils erbaut. 1144 wurden die Ahamer (Achaimer) als Schloss- und Grundherrn erstmals urkundlich erwähnt. Ihnen folgten von 1420 bis 1598 die Edlen von Laiming, die hier einen ihrer Stammsitze gründeten. In einer Landesbeschreibung von 1579 heißt es dazu: Ein Bach mündet in einen kleinen See, an dem die Burg Ahaim liegt. Ahaim ist eine Burg, im höchst lieblichen Tal der Vils gelegen, von Gräben umgeben, durch welche die Vils fließt.

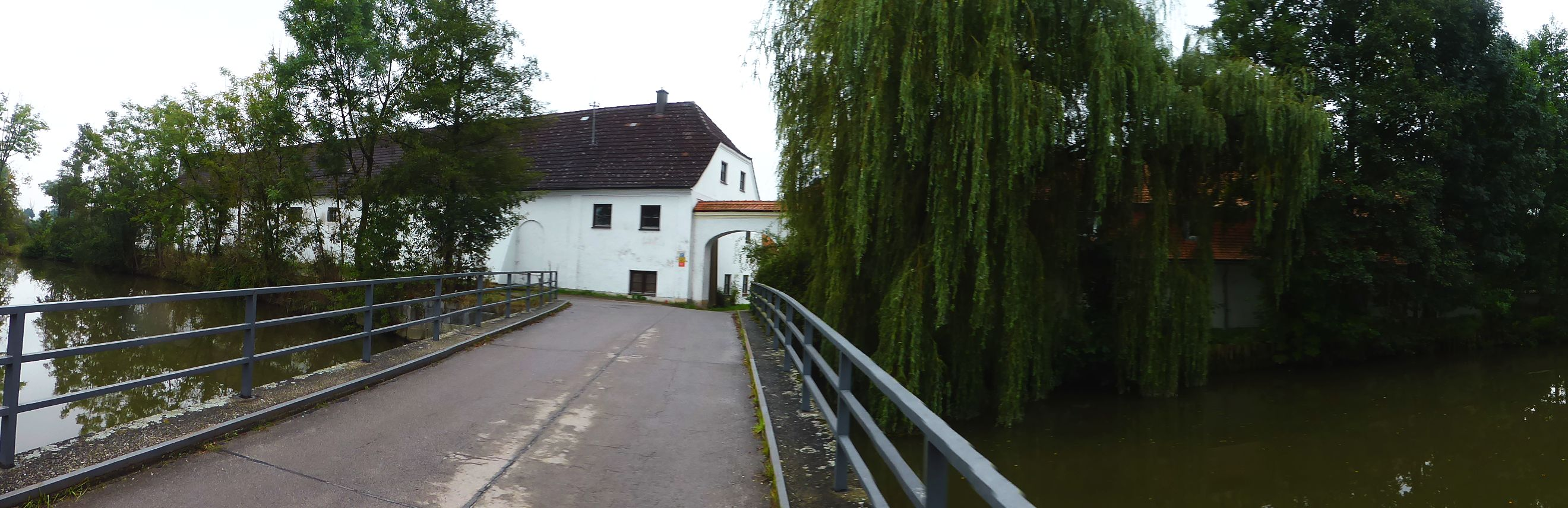
Schloss Aham (Panoramabild)

Nach diesen waren die Maxlrain und die Thannberg hier ansässig. Maria Anna Josepha Susanna von Maxlrain ist hier 1708 geboren und auch hier († 22. Dezember 1756) verstorben. Sie heiratete Ferdinand Freiherr von Lerchenfeld († München, 13. Juli 1776) und so kam Aham an die Freiherrn von Lerchenfeld. Im 17. und 18. Jahrhundert begründeten diese hier die sogenannte Ahamer Familienlinie. Caspar Freiherr von Lerchenfeld bekam am 17. Februar 1587 von Herzog Wilhelm die niedere Gerichtsbarkeit für Aham verliehen. 1749 erbaute Ferdinand Carl von Lerchenfeld die noch bestehenden Wirtschaftsgebäude.
Am 8. Oktober 1817 verkaufte Josef Freiherr von Lerchenfeld die Hofmark Aham an die Kurfürstin von Bayern, Maria Leopoldine von Österreich-Este. Danach ging Aham in den Besitz des Ritters von Mayer über. 1833 wurde diese Hofmark von Minister Maximilian Joseph Graf von Montgelas zusammen mit den Hofmarken Egglkofen und Gerzen erworben. Später lebten dort Gräfin Amia von der Heydte-Montgelas und ihr Ehemann, Baron Hans von der Heydte († Aham, Dezember 1996). Dieser  vermachte das Schloss nach seinem Tod seiner zweiten Ehefrau († Aham, August 2022). Diese hinterließ es ihrer Familie.

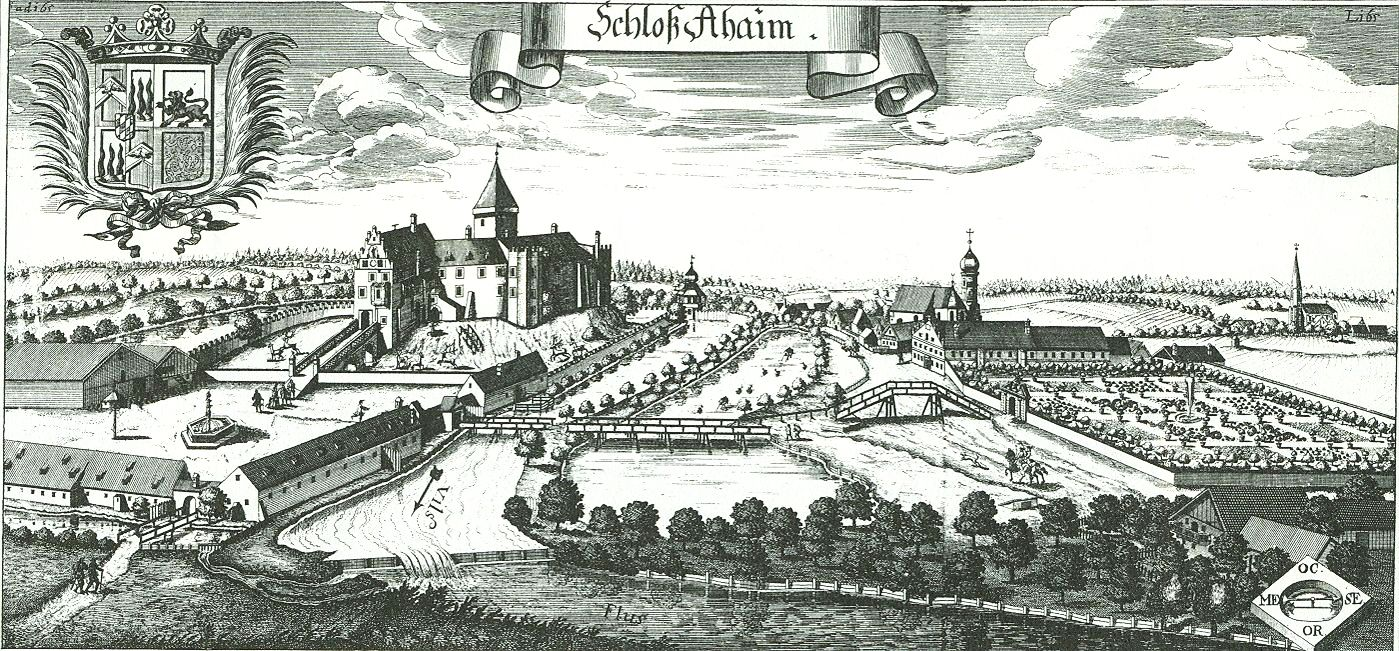
Schloss Aham nach einem Stich von Michael Wening von 1721

## Schloss Aham einst und jetzt
Wie auf dem Stich von Michael Wening von 1721 zu sehen ist, wird das Schloss Aham von der Vils und einem Wassergraben umschlossen. Eine gemauerte Brücke führt zu dem ersten Gebäude des Schlossareals, das mit einem Treppengiebel versehen ist. Dahinter sind weitere Gebäude und ein mit einem Zeltdach bedeckter Turm zu erkennen. Heute sind noch Reste eines Rundturms vorhanden, von dem Wassergraben ist noch ein Teich übrig geblieben. Rund um das eigentliche Schloss liegen heute Wirtschaftsgebäude. Das Areal ist durch einen Fahrweg eingerahmt.
Auf der Schlossstraße führte noch bis 1955 der gesamte Verkehr von Vilsbiburg nach Frontenhausen durch die Ortschaft und durch das Schloss. Dies änderte sich erst als die Straße mit der neuen Vilsbrücke gebaut wurde.
In der Schlosskapelle St. Georg wurde 1838 auf eigenen Wunsch Maximilian Joseph Graf von Montgelas in der Gruft beigesetzt. 
Das Schloss und die Schlosskapelle befinden sich in Privatbesitz und sind nicht öffentlich zugänglich.